# Bergsjöns kyrka
Bergsjöns kyrka är en kyrkobyggnad belägen i stadsdelen Bergsjön, Göteborgs kommun. Den tillhör Bergsjöns församling i Göteborgs stift och Svenska kyrkan.

## Kyrkobyggnaden
Kyrkan uppfördes efter ritningar av arkitekten Bo Cederlöf och ersatte då den vandringskyrka som funnits sedan 1967. Invigningen förrättades i juni 1974 av biskop Bertil Gärtner. 1990 blev kyrkan kulturminnesmärkt.
Byggnadsmaterialet är betong med fasadbeklädnad i brunröd jalusipanel mellan symmetriskt placerade synliga betongpelare. Komplexet är i tre våningar med suterrängplan som följer områdets topografi. En glasad entrégång löper längs fasadens väster-, söder- och norrsidor. Byggnaden är fristående, men utgör ändå en integrerad del av centrumbebyggelsen på Rymdtorget, där Cederlöf även ritade skola, folkbibliotek och ett bostadshus. 
Det är främst klockstapeln, även den uppförd i betong, som visar att byggnaden är en kyrka. I tornet hänger två klockor ritade 1973 av Gunnar Nilsson och gjutna samma år av M & E Ohlsson.
Väggar och tak är klädda med furupanel och kyrkorummet är nästan kubiskt utan traditionell markering av koret, som dock ligger i öster.

## Inventarier
De flesta inventarierna är samtida med kyrkan och utförda i furu. 
- Bakom altaret en kristusskulptur i terrakotta utförd av Jerd Torjusen-Mellander
- På korsväggen en bildväv med vårlandskap från golv till tak utförd av Gerd Ekdahl.
- Dopfunten är kubisk och placerad mitt i kyrkorummet.

### Orgel
Den mekaniska orgeln är byggd 1975 av Lindegren Orgelbyggeri AB och fasaden är ritad av kyrkans arkitekt Bo Cederlöf. Orgeln har nitton stämmor fördelade på två manualer och pedal.

## Skyddat kyrkligt kulturminne
Riksantikvarieämbetet har förklarat Bergsjöns kyrka vara ett kyrkligt kulturminne med följande motivering: "Det finns emellertid kyrkor, där arkitekten (...) har valt att arbeta med betong och utifrån dess speciella förutsättningar sökt ett arkitektoniskt uttryck, mera i samklang med dagens förortsmiljö. Bergsjöns kyrka tillhör den gruppen och har vid Riksantikvarieämbetets inventering av de moderna kyrkorna bedömts vara av sådant intresse i sin art att den bör åtnjuta skydd enligt Kulturminneslagen. Med sin kärva, slutna exteriör som kontrasterar mot själva kyrkorummets luftiga, ljusa karaktär har Bergsjöns kyrka också ett betydande arkitektoniskt egenvärde"

## Exteriörbilder

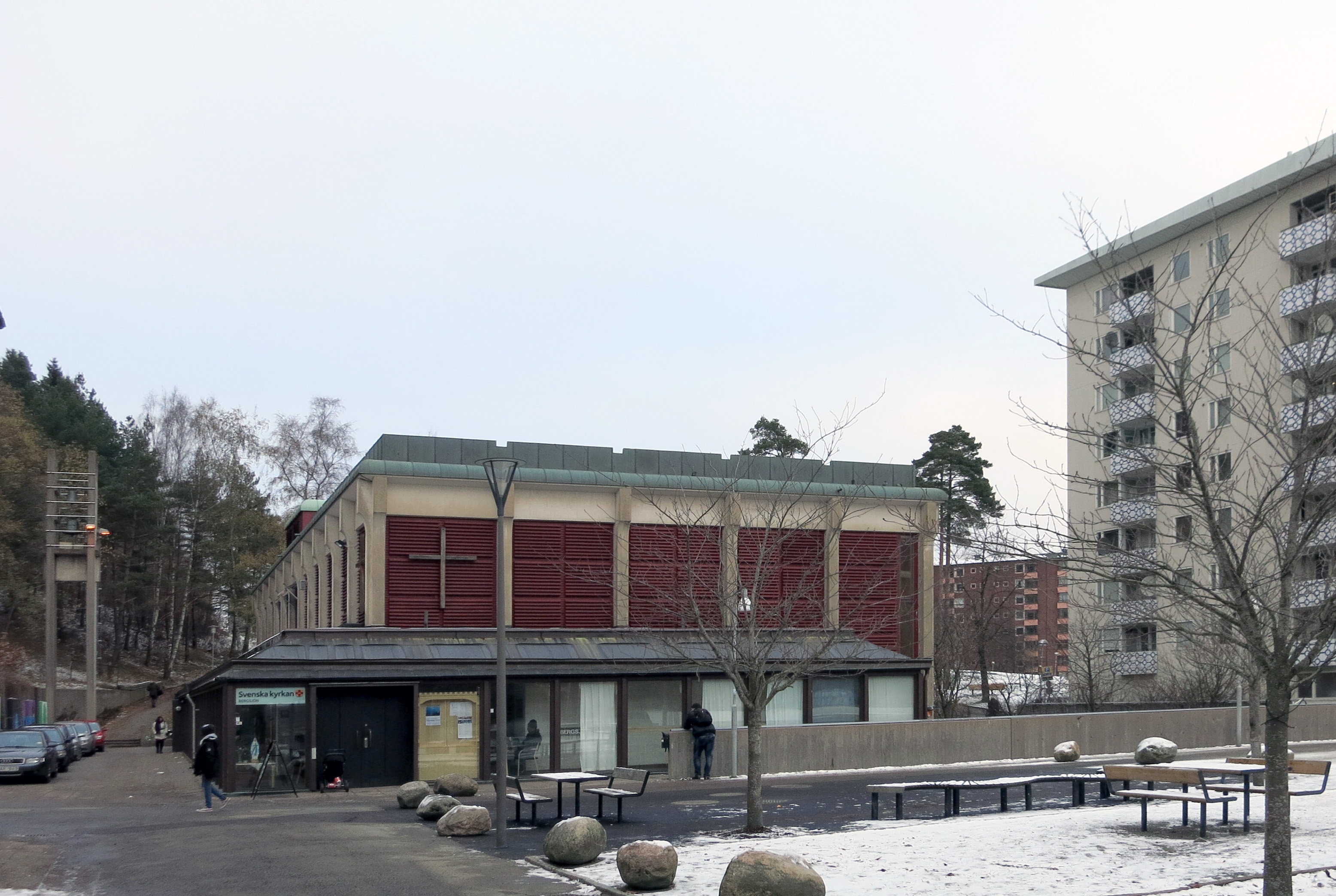
Exteriör från söder.
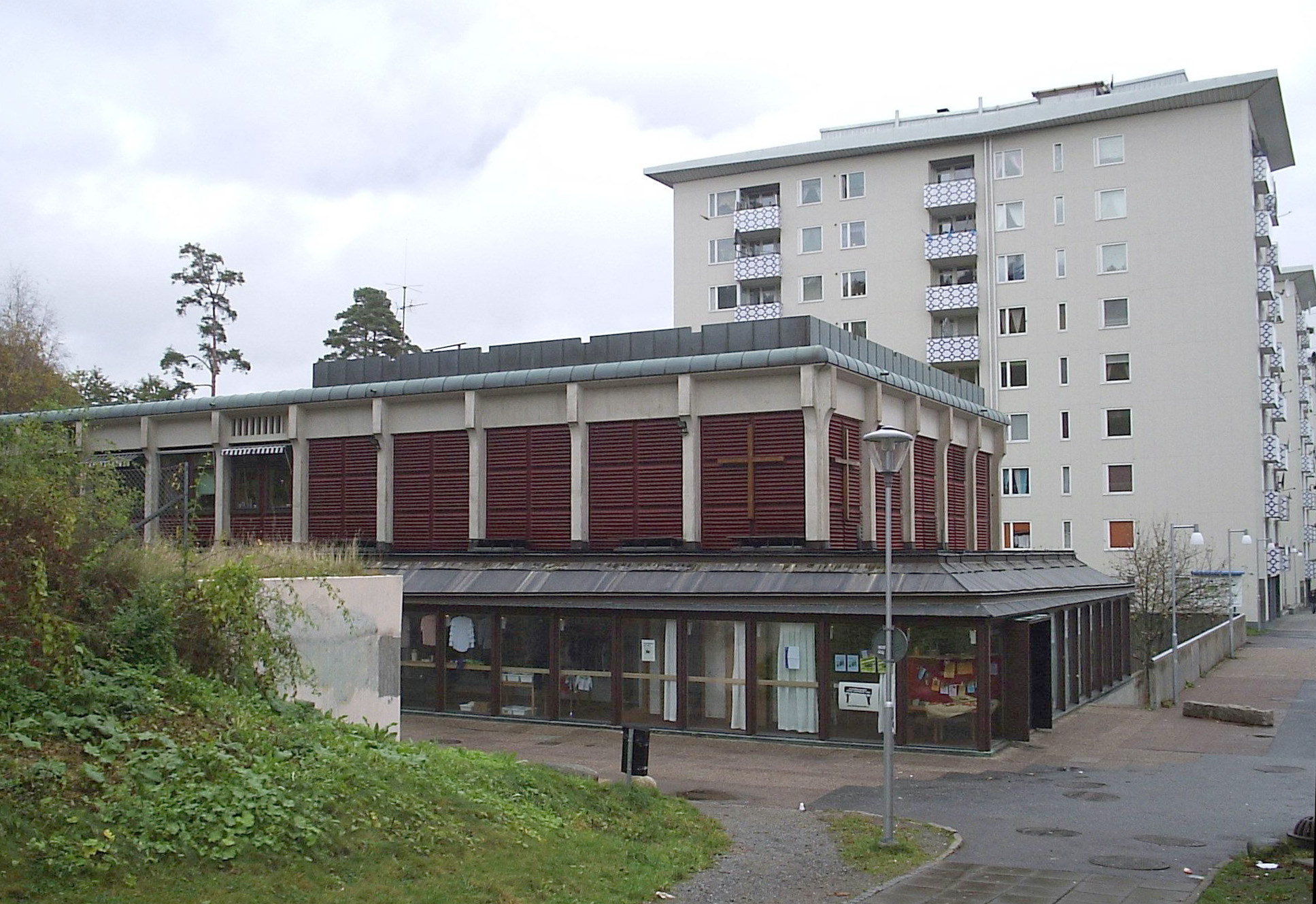
Exteriör från väster.